# Peter Vindahl Jensen
Peter Vindahl Jensen (født 16. februar 1998) er en dansk fodboldspiller, der spiller som målmand for Sparta Prag.

## Klubkarriere

### Ungdom
Peter V. Jensen spillede drengefodbold i HUI. Han skiftede fra Lyngby Boldklub til FC Nordsjælland i januar 2015 som andetårs U/17-spiller. I efteråret 2015 begyndte han at træne med klubbens førstehold, og fra januar 2016 blev han en fast del af førsteholdstruppen.

### FC Nordsjælland
Peter V. Jensen fik sin debut for Nordsjælland den 26. september 2016, da han startede inde og spillede alle 90 minutter i 3. runde af DBU Pokalen 2018-19 i en 0-4-sejr ude over HB Køge. Han spillede også 16. delsfinalen hjemme mod Vendsyssel FF, som FC Nordsjælland tabte 0-1.
Han skrev den 10. januar 2019 under på en treethalvtårig kontraktforlængelse med Nordsjælland, således parterne havde papir på hinanden frem til sommeren 2022.

### AZ Alkmaar
Den 16. august 2021, underskrev Peter V. Jensen en fireårig aftale med Eredivisie klubben AZ Alkmaar.